# Hanni und Nanni
Hanni und Nanni (Originaltitel: St. Clare’s) ist eine der erfolgreichsten Buchreihen der englischen Kinder- und Jugendbuchautorin Enid Blyton (1897–1968). Sie wird zur Trivialliteratur gezählt und diente als Vorlage für eine gleichnamige deutsche Hörspiel- und eine gleichnamige japanische Anime-Serie sowie für die deutschen Kinofilme Hanni & Nanni, Hanni & Nanni 2, Hanni & Nanni 3 und Hanni & Nanni – Mehr als beste Freunde.

## Handlung
Hanna „Hanni“ Sullivan und Marianne „Nanni“ Sullivan (engl.: Patricia „Pat“ O’Sullivan und Isabel O’Sullivan, in Verfilmungen Annemarie statt Marianne) sind Zwillinge und leben seit ihrem zwölften Lebensjahr im privaten, sechs Jahrgangsstufen umfassenden Mädcheninternat Lindenhof (engl.: St. Clare). Nanni ist eine ruhige Natur und die Vernünftigere, Hanni dagegen ist wild, unbefangen und kann nie still sitzen. Zusammen mit ihren Mitschülerinnen und dem Internatspersonal erleben sie viele turbulente Abenteuer.
Kennzeichnend für die Hanni-und-Nanni-Bücher ist die typische Internatsatmosphäre mit vielen festen Figuren, aber auch zahlreichen „Neuzugängen“. Trotz ständiger Rivalitäten und Probleme geht am Ende immer alles gut aus.

## Englische Originalversion
Die Buchreihe trägt im Original den Titel St. Clare’s und umfasst sechs Bände, die im Vereinigten Königreich erstmals von 1941 bis 1945 im Methuen-Verlag veröffentlicht wurden. Die Handlung endet mit dem Abschluss der fifth form, der vorletzten Klasse vor dem Abitur in England.

## Deutsche Fassung

### Unterschiede zur Originalversion
Die deutsche Fassung weicht teilweise erheblich von den englischen Originalbänden ab, so wurden etwa die Personen- und Ortsnamen eingedeutscht. Auch dass Enid Blyton die Internatsgeschichten in Cornwall angesiedelt hat und St. Clare’s als eine streng anglikanische Anstalt angelegt ist, geht aus der Übersetzung nicht mehr hervor: Aus der Beschreibung des Alltags in einem typischen englischen Internat der 1940er Jahre wurde die Atmosphäre eines deutschen Internats der 1960er Jahre.
Um die zeitliche Verschiebung plausibel zu machen, wurden Geräte, Technik und Kultur modernisiert: aus einem Grammophon im Gemeinschaftsraum wurde ein Plattenspieler, die Mädchen hören nicht mehr Jazz, sondern Schlager, statt zur Post gehen zu müssen, kann in Telefonzellen telefoniert werden usw.
Auch die sportlichen Aktivitäten wurden landesspezifisch angepasst: Aus dem in der ersten Hälfte des 20. Jahrhunderts in England bei Mädchen beliebten Ballsport Lacrosse wurde im Deutschen Handball, und auch über andere, typisch englische Freizeitaktivitäten ist in der Übersetzung kaum noch etwas zu erfahren. Ebenso entfallen Hinweise auf Unterschiede in Bezug auf Privilegien, Sprache und Wertesystem der britischen Klassengesellschaft.
In den Ausgaben des Schneider-Verlags fehlen Teile von Kapiteln oder sogar ganze Kapitel. Schon das erste Kapitel des ersten Bandes „The Twins at St. Clare’s“ wurde für die deutsche Fassung „Hanni und Nanni sind immer dagegen“ teilweise umgeschrieben: Während Pat und Isabel beispielsweise Probleme mit der in St. Clare’s vorgeschriebenen grauen Schuluniform haben, die ihnen zu düster und zu farblos erscheint, gibt es ein solches Gespräch zwischen Hanni und Nanni nicht.

### Fortsetzungen
Von Hanni und Nanni veröffentlichte der Franz Schneider Verlag ab 1965 auf Deutsch insgesamt 27 Bände, diverse Sammelbände und Sonderausgaben. Allerdings entsprechen nur sechs Bände, die von Christa Kupfer übersetzt wurden, den jeweiligen Bänden der Originalreihe St. Clare’s, so dass in der deutschen Fassung im Anschluss an die Originalbände 1–4 nach der 2. Klasse ein völlig neuer Handlungsstrang entsteht. Band 11 und 13 sind die deutschen Übersetzungen der letzten beiden Originalbände.
Die restlichen deutschen Bände handeln dem Titel nach zwar weiterhin von Hanni und Nanni, sind jedoch deutschsprachige Auftragsarbeiten des Franz Schneider Verlags, und die Geschichten und die Hauptfiguren haben mit den Originalfiguren außer dem Namen nicht mehr viel gemeinsam. Die späteren Bände behandeln auch nicht mehr das Internat und seine typische Atmosphäre.
Seit März 2010 veröffentlicht der Franz Schneider Verlag parallel zur 27-bändigen Serie eine zweite Serie. Diese besteht aus Sonderbänden, die sich im Vergleich zur Ursprungsserie durch eine größere Seitenzahl und einen höheren Preis auszeichnen. Worin inhaltlich der Unterschied begründet liegt, bleibt unklar. Das Impressum dieser Bände macht darüber keine Angaben. Auch auf der Verlagswebsite wird dazu nicht Stellung genommen.

## Bibliographie

### Übersetzungen der englischen Originale
- Band 1: Hanni und Nanni sind immer dagegen (Originaltitel: The Twins At St. Clare’s, 1941)
- Band 2: Hanni und Nanni schmieden neue Pläne (Originaltitel: The O’Sullivan Twins, 1942)
- Band 3: Hanni und Nanni in neuen Abenteuern (Originaltitel: Summer Term At St. Clare’s, 1943)
- Band 4: Kein Spaß ohne Hanni und Nanni (Originaltitel: Second Form At St. Clare’s, 1944)
- Band 11: Lustige Streiche mit Hanni und Nanni (Originaltitel: Claudine At St. Clare’s, 1944)
- Band 13: Fröhliche Tage für Hanni und Nanni (Originaltitel: Fifth Formers At St. Clare’s, 1945)

Die Bände 5–10, Band 12 sowie die Bände 14–19 und 22 wurden von deutschen Autoren geschrieben.

### Deutsche Auftragsarbeiten der 1970er Jahre
Im Laufe der 1970er Jahre erschienen in der Schneider-Verlag-Edition die Bände 5 bis 15, die die Fortsetzung des Internatslebens von Klasse 3 bis 6 darstellen und erzählerisch in der korrekten Chronologie angeordnet sind:
- Band 5: Hanni und Nanni geben nicht auf
- Band 6: Hanni und Nanni im Geisterschloss
- Band 7: Hanni und Nanni suchen Gespenster
- Band 8: Hanni und Nanni in tausend Nöten
- Band 9: Hanni und Nanni groß in Form
- Band 10: Hanni und Nanni geben ein Fest
- Band 12: Hanni und Nanni und ihre Gäste
- Band 14: Hanni und Nanni gründen einen Klub
- Band 15: Hanni und Nanni im Landschulheim

Die Bände 11 und 13 sind Übersetzungen der englischen Originale Claudine at St. Clare’s bzw. Fifth Formers at St. Clare’s.

### Deutsche Auftragsarbeiten der 1980er Jahre
Nach Band 15 war das Internatsleben beendet, und die Zwillinge und ihre Freundinnen wurden erwachsen (im ersten Kapitel „Abschied von Lindenhof“ in Band 15 diskutieren die achtzehnjährigen Mädchen bereits über die Berufe, die sie in wenigen Wochen nach dem Schulabschluss ergreifen wollen). Dennoch gab es Ende der 1980er Jahre eine Fortsetzung der erzählerisch eigentlich abgeschlossenen Reihe, die wieder in der Schulzeit der Zwillinge angesiedelt war:
- Band 16: Hanni und Nanni bringen alle in Schwung
- Band 17: Hanni und Nanni sind große Klasse
- Band 18: Die besten Freundinnen
- Band 19: Hanni und Nanni retten die Pferde
- Band 20: Gute Zeiten mit Hanni und Nanni
- Band 21: Hanni und Nanni kommen groß raus
- Band 22: Gefährliches Spiel für Hanni und Nanni
- Band 23: Lindenhof in Gefahr
- Band 24: Das Rätsel um die Neue
- Band 25: Die Ausreißerin
- Band 26: Das Zirkusabenteuer
- Band 27: Klassenfahrt ins Abenteuer

Die Bände 16–19 und 22 wurden von deutschen Autoren geschrieben.
Die Bände 20 und 21 wurden von der Autorin Pamela Cox geschrieben und ebenfalls übersetzt. Sie sollen die Lücken in den Originalbänden füllen, da dort die 3. und 6. Klasse nicht beschrieben wird. Im Original heißen sie Third Form at St. Clare’s und Sixth Form at St. Clare’s. Es existiert noch ein dritter Band von ihr mit dem Titel Kitty at St Clare’s, welcher bisher noch nicht übersetzt wurde.
Mit Band 23 wurde die Serie 2007 von einer weiteren Autorin fortgesetzt. Im Impressum findet man unter dem etwas missverständlichen Hinweis „Deutscher Text:“ den Namen „Brigitte Endres“, eine deutsche Kinder- und Jugendbuchautorin, die auch eine eigene Mädchenbuchserie bei Schneiderbuch hat. Lindenhof in Gefahr knüpft an den Figuren und dem Geist der Originalbände an. Die Mädchen besuchen die Oberstufe; es wird aber nie ausdrücklich gesagt, in welcher Klasse. Die Geschehnisse finden irgendwann im Laufe des Schuljahres statt und beginnen und enden somit nicht in einer Chronologie, was eine potenzielle Fortsetzung erleichtert.

### Sammelbände
Insgesamt sind bisher acht Sammelbände erschienen, die jeweils aus drei Einzelbänden bestehen. Nur im siebten Sammelband sind vier Einzelbände zusammengefasst.
| - Sammelband 1 (Bd. 1–3): - Hanni und Nanni sind immer dagegen - Hanni und Nanni schmieden neue Pläne - Hanni und Nanni in neuen Abenteuern - Sammelband 2 (Bd. 4–6): - Kein Spaß ohne Hanni und Nanni - Hanni und Nanni geben nicht auf - Hanni und Nanni im Geisterschloss - Sammelband 3 (Bd. 7–9): - Hanni und Nanni suchen Gespenster - Hanni und Nanni in tausend Nöten - Hanni und Nanni groß in Form - Sammelband 4 (Bd. 10–12): - Hanni und Nanni geben ein Fest - Lustige Streiche mit Hanni und Nanni - Hanni und Nanni und ihre Gäste | - Sammelband 5 (Bd. 13–15): - Fröhliche Tage für Hanni und Nanni - Hanni und Nanni gründen einen Klub - Hanni und Nanni im Landschulheim - Sammelband 6 (Bd. 16–18): - Hanni und Nanni bringen alle in Schwung - Hanni und Nanni sind große Klasse - Die besten Freundinnen - Sammelband 7 (Bd. 19–22): - Hanni und Nanni retten die Pferde - Gute Zeiten mit Hanni und Nanni - Hanni und Nanni kommen groß raus - Gefährliches Spiel für Hanni und Nanni - Sammelband 8 (Bd. 23–25): - Lindenhof in Gefahr - Das Rätsel um die neue - Die Ausreißerin |

### Sonderbände
- Sonderband 1: Hanni und Nanni retten die Mädchenehre
- Sonderband 2: Hanni und Nanni finden einen Schatz
- Sonderband 3: Hanni und Nanni. Glück auf vier Pfoten
- Sonderband 4: Hanni und Nanni schnuppern Bühnenluft
- Sonderband 5: Hanni und Nanni. Vollmondparty in Lindenhof
- Sonderband 6: Hanni und Nanni. Freundinnen halten zusammen
- Sonderband 7: Hanni und Nanni. Nannis neue Freundin
- Sonderband 8: Hanni und Nanni sind immer zur Stelle

### Neuauflagen
Die Erstausgaben des Schneider-Verlags aus den 1960er und 1970er Jahren sind inzwischen begehrte Sammlerstücke.
Ende der 1980er Jahre veröffentlichte der Schneider-Verlag eine Neuausgabe der Bände 1 bis 15 mit modernisiertem Text (aus „Fräulein Theobald“ wurde beispielsweise „Frau Theobald“) und zeitgemäßen Illustrationen, so trugen etwa auf den neuen Bildern des Zeichners Nikolaus Moras die Figuren keine Schlaghosen und keine Blusen mit Puffärmeln mehr.
Im August 2005 gab der Schneider-Verlag (jetzt Egmont Schneider-Verlag) eine weitere, modernisierte Fassung aller bis dato erschienenen 22 Bände heraus. Illustrationen und das Titel-Layout (erneut von Nikolaus Moras) wurden dabei wiederum dem Zeitgeist angepasst. Die Rechtschreibung des Textes folgt den neuen Regeln.

#### Neugestaltung 2015
Zum 50-jährigen Jubiläum wurden erneut die Illustrationen und das Titel-Layout aller Bände angepasst. Die acht Sonderbände wurden als Band 28 bis 35 wiederveröffentlicht. Außerdem wurden veraltete Begriffe durch modernere ersetzt.
Seitdem sind neue Bücher erschienen:
- Band 36: Hanni und Nanni feiern Geburtstag
- Band 37: Hanni und Nanni in New York
- Band 38: Hanni und Nanni und die Pony-Zwillinge
- Band 39: Hanni und Nanni Weihnachten im Schnee

## Hörspiele

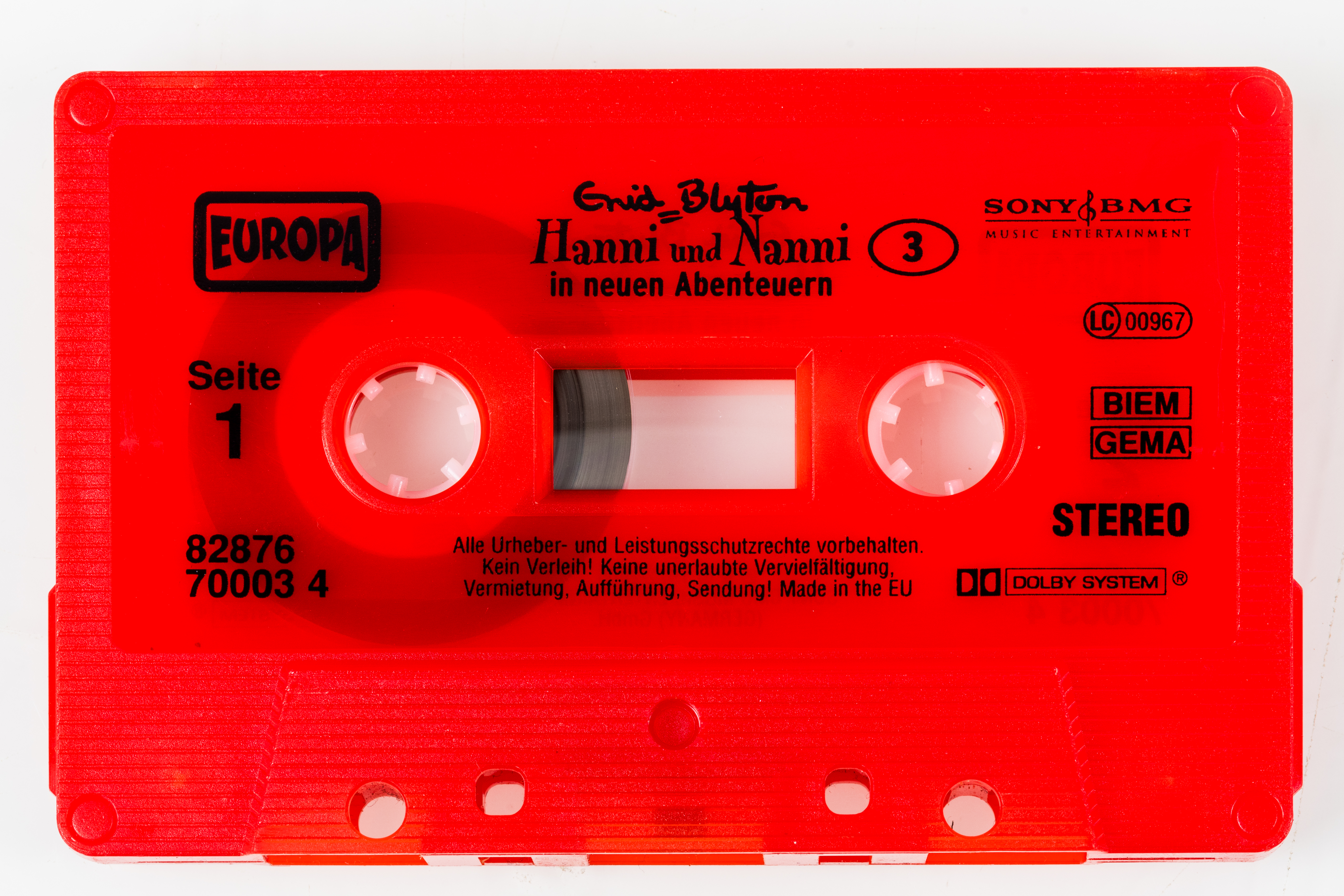
Hanni und Nanni in neuen Abenteuern 3

Bei dem Hörspiellabel Europa sind Hanni-und-Nanni-Hörspiele in drei verschiedenen Produktionsphasen erschienen, Produzentin ist Heikedine Körting.
Die Hauptrollen werden seit 1972 von Regine Lamster (Hanni) und Manuela Dahm (Nanni) gesprochen. Eine Ausnahme stellen die 1976 erschienenen Folgen 9 bis 12 dar; hier sind Gabriele Libbach als Hanni und Susanne Wulkow, die zuvor die Rolle der braven Hilda innehatte, als Nanni zu hören. Außerdem wird Hans Paetsch als Erzähler durch Lutz Mackensy abgelöst.
1986 wurden die bisher erschienenen zwölf Folgen mit Caroline Ruprecht (Hanni) und Uschi Hugo (Nanni) in modernisierter Form neu aufgenommen und vier neue Folgen mit dieser Besetzung produziert. Als Erzähler ist in dieser Produktionsphase Horst Naumann zu hören.
Seit 1997 sind die ersten zwölf Folgen wieder in den ursprünglichen Sprecherfassungen erhältlich, die 1987 erstmals erschienenen Folgen 14 bis 16 wurden mit Lamster und Dahm neu aufgenommen und 2002 und 2003 veröffentlicht. Anstelle von Folge 13 „Kein Spaß ohne Hanni und Nanni“ wurde die Geschichte „Hanni und Nanni kommen groß raus“ vertont. Seitdem erscheinen regelmäßig neue Folgen, in denen aus der Ur-Besetzung neben den Hauptsprecherinnen auch Reinhilt Schneider (Jenni), Susanne Wulkow (Hilda) und Barbara Schipper (Elli) wieder zum Einsatz kommen. Die Rolle des Erzählers hat erneut Lutz Mackensy übernommen. Wie bekannt wurde, soll die Hörspielserie 2025 eingestellt werden. Am 20. Juni 2025 erschien die letzte Folge dieser Hörspielreihe mit dem Titel Ein Hoch auf Hanni & Nanni!. Auf der Hörspiel-CD, die als Doppelfolge auf zwei CDs erschienen ist, verabschieden sich die Macher von der Hörspielserie. Im August 2025 soll eine Neuauflage von Hanni & Nanni erscheinen, mit neuem Design, neuen Sprechern und neuen Geschichten.
Mit Folge 17 „Wintertrubel mit Hanni und Nanni“ erschien 2003 das erste Hörspiel der Reihe, das nicht auf einer Buchvorlage basierte, sondern auf einem Manuskript von André Minninger. Mit den Folgen 18 bis 22 erschienen zwischen 2004 und 2005 die letzten Buchvertonungen deutscher Autoren. Alle nachfolgenden Geschichten stammen aus der Feder Minningers.
Weitere Sprecher waren unter anderem Gisela Engelhardt, Tom Schilling, Marianne Kehlau und Judy Winter.
1972–1976:
1. Hanni und Nanni sind immer dagegen (1972)
2. Hanni und Nanni schmieden neue Pläne (1972)
3. Hanni und Nanni in neuen Abenteuern (1972)
4. Lustige Streiche mit Hanni und Nanni (1973)
5. Hanni und Nanni gründen einen Klub (1973)
6. Hanni und Nanni und das Geisterschloß (1974)
7. Hanni und Nanni suchen Gespenster (1974)
8. Fröhliche Tage für Hanni und Nanni (1974)
9. Hanni und Nanni in tausend Nöten (1976)
10. Hanni und Nanni groß in Form (1976)
11. Hanni und Nanni geben ein Fest (1976)
12. Hanni und Nanni im Landschulheim (1976)

1986–1987:
1. Hanni und Nanni sind immer dagegen (1986)
2. Hanni und Nanni schmieden neue Pläne (1986)
3. Hanni und Nanni in neuen Abenteuern (1986)
4. Hanni und Nanni im Geisterschloß (1986)
5. Hanni und Nanni suchen Gespenster (1986)
6. Hanni und Nanni in tausend Nöten (1986)
7. Hanni und Nanni groß in Form (1986)
8. Hanni und Nanni geben ein Fest (1986)
9. Lustige Streiche mit Hanni und Nanni (1986)
10. Fröhliche Tage für Hanni und Nanni (1986)
11. Hanni und Nanni gründen einen Klub (1986)
12. Hanni und Nanni im Landschulheim (1986)
13. Kein Spaß ohne Hanni und Nanni (1987)
14. Hanni und Nanni geben nicht auf (1987)
15. Hanni und Nanni und ihre Gäste (1987)
16. Hanni und Nanni bringen alle in Schwung (1987)

seit 2000:
1. Hanni und Nanni sind immer dagegen (1972/2000)
2. Hanni und Nanni schmieden neue Pläne (1972/2000)
3. Hanni und Nanni in neuen Abenteuern (1972/2000)
4. Lustige Streiche mit Hanni und Nanni (1973/2000)
5. Hanni und Nanni gründen einen Klub (1973/2000)
6. Hanni und Nanni und das Geisterschloss (1974/2000)
7. Hanni und Nanni suchen Gespenster (1974/2000)
8. Fröhliche Tage für Hanni und Nanni (1974/2000)
9. Hanni und Nanni in Tausend Nöten (1976/2000)
10. Hanni und Nanni groß in Form (1976/2001)
11. Hanni und Nanni geben ein Fest (1976/2002)
12. Hanni und Nanni im Landschulheim (1976/2002)
13. Hanni und Nanni geben nicht auf (früher Folge 14) (2002)
14. Hanni und Nanni bringen alle in Schwung (früher Folge 16) (2002)
15. Hanni und Nanni und ihre Gäste (2003)
16. Hanni und Nanni kommen groß raus (2003)
17. Wintertrubel mit Hanni und Nanni (2003)
18. Hanni und Nanni sind die besten Freundinnen (2004)
19. Gefährliches Spiel für Hanni und Nanni (2004)
20. Hanni und Nanni sind große Klasse (2004)
21. Hanni und Nanni retten die Pferde (2004)
22. Gute Zeiten mit Hanni und Nanni (2005)
23. Hanni und Nanni hüten ein Geheimnis (2005)
24. Hanni und Nanni und das Wasserballett (2005)
25. Hanni und Nanni auf falscher Fährte (2006)
26. Schwere Entscheidung für Hanni und Nanni (2006)
27. Applaus für Hanni und Nanni (2006)
28. Hanni und Nanni im Schauspielhaus (2007)
29. Geisterbeschwörung mit Hanni und Nanni (2007)
30. Hanni und Nanni wittern eine Tragödie (2008)
31. Alarm bei Hanni und Nanni (2008)
32. Hanni und Nanni lösen alle Probleme (2009)
33. Hanni und Nanni gefangen im Eis (2009)
34. Hanni und Nanni auf der Flucht (2010)
35. Hanni und Nanni allein im Lindenhof (2010)
36. Hanni und Nanni beschützen die Tiere (2011)
37. Hanni und Nanni gefährden eine Freundschaft (2011)
38. Hanni und Nanni in ernster Gefahr (2012)
39. Hanni und Nanni auf hoher See (2012)
40. Hanni und Nanni helfen in der Not (2013)
41. Hanni und Nanni und die geheime Mitternachtsparty (2013)
42. Schöne Bescherung für Hanni und Nanni (2013)
43. Hanni und Nanni in Paris (2014)
44. Hanni und Nanni stehen vor einem Rätsel (2014)
45. Hanni und Nanni auf heißer Spur (2014)
46. Hanni und Nanni auf dem Reiterhof (2015)
47. Hanni und Nanni im Kinderdorf (2015)
48. Hanni und Nanni und das große Vermächtnis (2015)
49. Hanni und Nanni ermitteln im Dunklen (2015)
50. Hanni und Nanni kämpfen um Internat Lindenhof (Jubiläumsfolge auf 2 CDs – 2016)
51. Hanni und Nanni in geheimer Mission (2016)
52. Castingfieber mit Hanni und Nanni (2016)
53. Hanni und Nanni außer Kontrolle (2016)
54. Frischer Wind um Hanni und Nanni (2017)
55. Hanni und Nanni im Schulcafé (2017)
56. Schwere Wahl für Hanni und Nanni (2017)
57. Hanni und Nanni und das Verbrechen im Schnee (2017)
58. Sommerspaß mit Hanni und Nanni (2018)
59. Bittere Lehre für Hanni & Nanni (2018)
60. Halloweenspuk mit Hanni und Nanni (2018)
61. Hanni und Nanni bleiben am Ball (2018)
62. Üble Verschwörung gegen Hanni und Nanni (2019)
63. Hanni und Nanni werden umschwärmt (2019)
64. Tolle Stimmung mit Hanni und Nanni (2019)
65. Hanni und Nanni Voll im Trend! (2019)
66. Hanni und Nanni tauchen unter (2020)
67. Hanni und Nanni im Hochzeitsrausch (2020)
68. Schlaflose Nächte mit Hanni und Nanni (2020)
69. Süße Versuchung für Hanni und Nanni (2021)
70. Schlechte Karten für Hanni und Nanni (2021)
71. Hanni und Nanni sind nicht zu bremsen (2022)
72. Volle Kasse für Hanni und Nanni (2022)
73. Beauty-Abend mit Hanni und Nanni (2022)
74. Hanni und Nanni spielen falsch (2023)
75. Hände Hoch, Hanni und Nanni! (2023)
76. Auf Hanni und Nanni ist immer Verlass (2023)
77. Durch Zeit und Raum mit Hanni und Nanni (2024)
78. Daumen hoch, Hanni und Nanni! (2024)
79. Prost Neujahr, Hanni und Nanni (2024)
80. Ein Hoch auf Hanni und Nanni! (Abschiedsfolge auf 2 CDs – 2025)[10]

0Sonderfolgen:
0000 Adventskalender Weihnachtszauber mit Hanni und Nanni (2021)

### Auszeichnungen
- Goldene Schallplatte
  - 12× Gold für die Folgen 1–12[12]

## Zeichentrickserie
1991 entstand bei Tokyo Movie die 26-teilige japanische Anime-Serie Ochame na Futago – Clare Gakuin Monogatari, die sich an den englischen Originalbüchern orientiert und unter dem Titel Hanni und Nanni schon mehrfach im deutschen Fernsehen ausgestrahlt worden ist. Die deutsch synchronisierte Fassung wurde erstmals 1997 auf dem Kinderkanal ausgestrahlt.

## Verfilmungen
Im Jahr 2009 wurde Hanni & Nanni unter Regie von Christine Hartmann unter anderem in Berlin, Franken und Hessen verfilmt und kam im Juni 2010 in die deutschen Kinos. In den Hauptrollen und in ihrem ersten Film spielen die elf Jahre alten eineiigen Zwillinge Jana und Sophia Münster. Zur weiteren Besetzung zählen Anja Kling, Heino Ferch, Hannelore Elsner, Katharina Thalbach, Suzanne von Borsody und Oliver Pocher. Mit über 850.000 Kinobesuchern in Deutschland gehörte Hanni & Nanni zu den erfolgreichsten deutschen Kinofilmen des Jahres 2010.
Unter der Regie von Julia von Heinz entstand im Jahr 2012 der Film Hanni & Nanni 2. Neben der bekannten Besetzung aus Teil 1 trat erstmals Barbara Schöneberger auf. Im Mai 2013 kam mit Hanni & Nanni 3 ein weiterer Teil in die Kinos, diesmal unter der Regie von Dagmar Seume. Mit dabei waren wieder Jana und Sophia Münster sowie Hannelore Elsner, Katharina Thalbach, Suzanne von Borsody und Barbara Schöneberger. In weiteren Rollen traten Konstantin Wecker und Justus von Dohnányi auf.
Die Dreharbeiten für das Reboot Hanni & Nanni – Mehr als beste Freunde begannen am 18. Juli 2016 in Berlin und Brandenburg. Der Kinofilm ist eine Produktion der UFA Fiction in Koproduktion mit Feine Filme. Da die bisherigen Schauspielerinnen Jana und Sophia Münster zu alt geworden waren, spielen die Zwillingsschwestern Laila und Rosa Meinecke die Rollen der Hanni und Nanni. Weitere Schauspieler sind Jessica Schwarz, Sascha Vollmer, Maria Schrader, Katharina Thalbach, Julia Koschitz und Henry Hübchen. Regie führt Isabell Šuba. Der Film lief am 25. Mai 2017 in den Kinos an.

## Computerspiele
Die folgenden Computerspiele von Hanni & Nanni wurden von der Ravensburger Interactive Media GmbH auf den Markt gebracht:
- Hanni und Nanni – Pony in Not
- Was ist los bei Hanni und Nanni?
- Hanni und Nanni – Retten die Pferde